# Liste der deutschen Botschafter in Burkina Faso
Die Liste der deutschen Botschafter in Burkina Faso enthält die Botschafter der Bundesrepublik Deutschland in Burkina Faso (bis 1984 Obervolta). Sitz der Botschaft ist in Ouagadougou.
Seit 1960 bestehen internationale Beziehungen, infolge derer 1962 eine Botschaft in Ouagadougou eingerichtet wurde, die am 31. Januar 1963 eröffnet wurde.
| Name                                     | Amtszeit  |
| ---------------------------------------- | --------- |
| Theodor Axenfeld                         | 1960–1961 |
| Ernst Siegfried Schlange-Schöningen      | 1962–1963 |
| Christian Sell                           | 1963–?    |
| Walter Gorenflos                         | 1968–1970 |
| Michael Schmidt                          | 1971–1973 |
| Hans-Joachim Vergau                      | 1974–1976 |
| Klaus Eckhard Jordan                     | 1976–1979 |
| Klaus Schrameyer                         | 1979–1982 |
| Jürgen Elias                             | 1982–1984 |
| Michael Ernst Anton Geier                | 1985–1988 |
| Jürgen Dröge                             | 1988–1991 |
| Johann Wenzl                             | 1991–1995 |
| Doretta Maria Loschelder                 | 1995–1999 |
| Helmut Rau                               | 1999–2003 |
| Mark-Ulrich von Schweinitz               | 2003–2005 |
| Ulrich Hochschild                        | 2005–2011 |
| Christian Germann                        | 2011–2014 |
| Dietrich Pohl                            | 2014–2017 |
| Ingo Herbert                             | 2018–2020 |
| Andreas Pfaffernoschke                   | 2020–2023 |
| Bernd von Münchow-Pohl (Geschäftsträger) | 2023–2024 |
| Hermann Nicolai (Geschäftsträger)        | 2024      |
| Dietrich Becker                          | 2024–     |